# Heliotropium aenigmatum
Heliotropium aenigmatum är en strävbladig växtart som beskrevs av L.A. Craven. Heliotropium aenigmatum ingår i Heliotropsläktet som ingår i familjen strävbladiga växter. Inga underarter finns listade i Catalogue of Life.